# Vaalserberg
De Vaalserberg is een heuvel ten zuiden van het Nederlandse dorp Vaals, met een hoogte van 322,4 meter boven NAP. Vlak bij de top van de heuvel ligt het Drielandenpunt, waar Nederland, België en Duitsland aan elkaar grenzen. De top van de Vaalserberg is het hoogste punt van Europees Nederland. Vlakbij staan twee uitkijktorens; aan de Nederlandse kant de Wilhelminatoren en aan de Belgische kant de Koning Boudewijntoren.

## Geschiedenis
Er ligt een grafheuvel op de Vaalserberg uit de prehistorie, waarschijnlijk uit de Bronstijd. Vlakbij liggen de grafheuvels van het Vijlenerbos en een uit de Romeinse tijd daterende ijzersmelterij.
De grenzen tussen België, Duitsland en Nederland zijn op de Vaalserberg nog steeds visueel herkenbaar door de parallel aan de weg gelegen overblijfselen van een landweer of landgraaf, de Aachener Landgraben. Deze landweer is in de 14e eeuw aangelegd als grensmarkering van het Rijk van Aken en diende onder andere als verdedigingslinie tegen plunderaars en veedieven. In het Aachener Wald, grenzend aan de Vaalserberg zijn nog verschillende grensstenen uit deze periode te vinden.

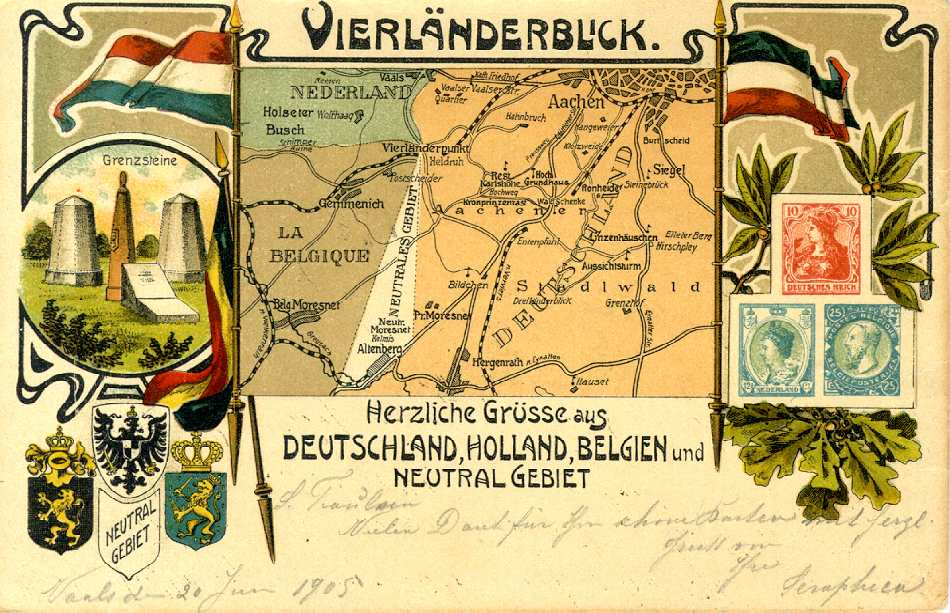
Duitse ansichtkaart uit 1905 met afbeelding vierlandenpunt

Van 1830 tot 1919 lag op de Vaalserberg een vierlandenpunt. Naast Nederland, België en Duitsland, grensde hier Neutraal Moresnet. Vanaf het einde van de 19e eeuw trok dit Vierlandenpunt, later het Drielandenpunt Vaals, steeds meer bezoekers. In 1896 werd er een steen geplaatst met het opschrift "Hoogste punt van Nederland met 322,50 A.P.". De eerste houten uitzichttoren werd in 1905 door de vereniging Neerlands Hoogste berg opgericht. De toren werd vernoemd naar de toenmalige Nederlandse vorstin Koningin Wilhelmina. In 1928 werd het symbolische Drielandenpunt geopend, een verzameling van oude grenspalen, die nabij de gedenksteen bij het hoogste punt van Nederland herplaatst waren. In de jaren 1930 legde de gemeente Vaals in het kader van de werkverschaffing een nieuwe toegangsweg aan op de Vaalserberg, zodat het Drielandenpunt ook per auto bereikbaar werd.
In 1872 werd onder de Vaalserberg de Gemmenichertunnel (of Botzelaertunnel) gegraven. De 870 meter lange spoortunnel in de Montzenroute verbindt de Antwerpse haven met de industriegebieden rondom Aken en Keulen.
In het begin van de 20e eeuw was op de Vaalserberg korte tijd een vliegveld ingericht. In 1932 verongelukte hier echter een vliegtuig van de Marine Luchtvaartdienst, waarna het vliegveld vrij snel sloot. Naar aanleiding van dit ongeluk werd in 1933 een monument opgericht in de buurt van de Wilhelminatoren: het Vliegermonument.
In september 1944 werd de Wilhelminatoren zwaar beschadigd tijdens de gevechten rond de Slag om Aken, waardoor de toren een jaar later moest worden afgebroken. In 1951 kwam de tweede Wilhelminatoren gereed. In de 19e en 20e eeuw, maar met name kort na de Tweede Wereldoorlog, tierde de smokkelhandel welig rondom de Vaalserberg. Vaalsenaren stonden bekend als Grensülle ("grensuilen"), omdat men veelal 's nachts op pad ging om te smokkelen.
De eerste Koning Boudewijntoren werd in 1970 gebouwd. In 1992 werd begonnen met de aanleg van het Labyrint Drielandenpunt. In 1994 werd de nieuwe, 50 meter hoge Boudewijntoren opgeleverd; in 2011 de nieuwe Wilhelminatoren.
Sinds 10 oktober 2010 is de Vaalserberg niet meer het hoogste punt van Nederland door staatkundige hervormingen. Saba werd een bijzondere Nederlandse gemeente en Mount Scenery met 870 meter de hoogste Nederlandse berg.

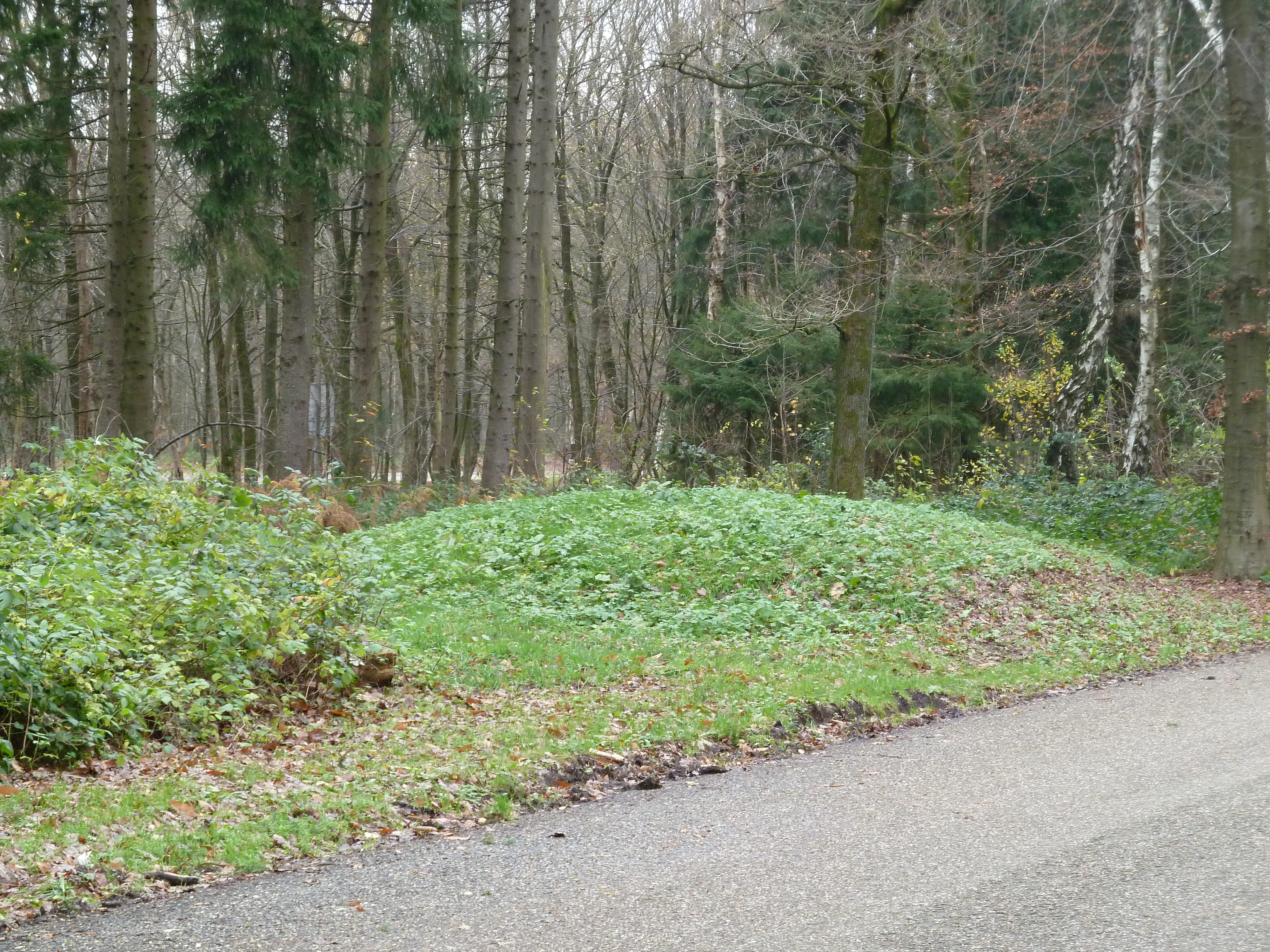
Grafheuvel Vaalserberg
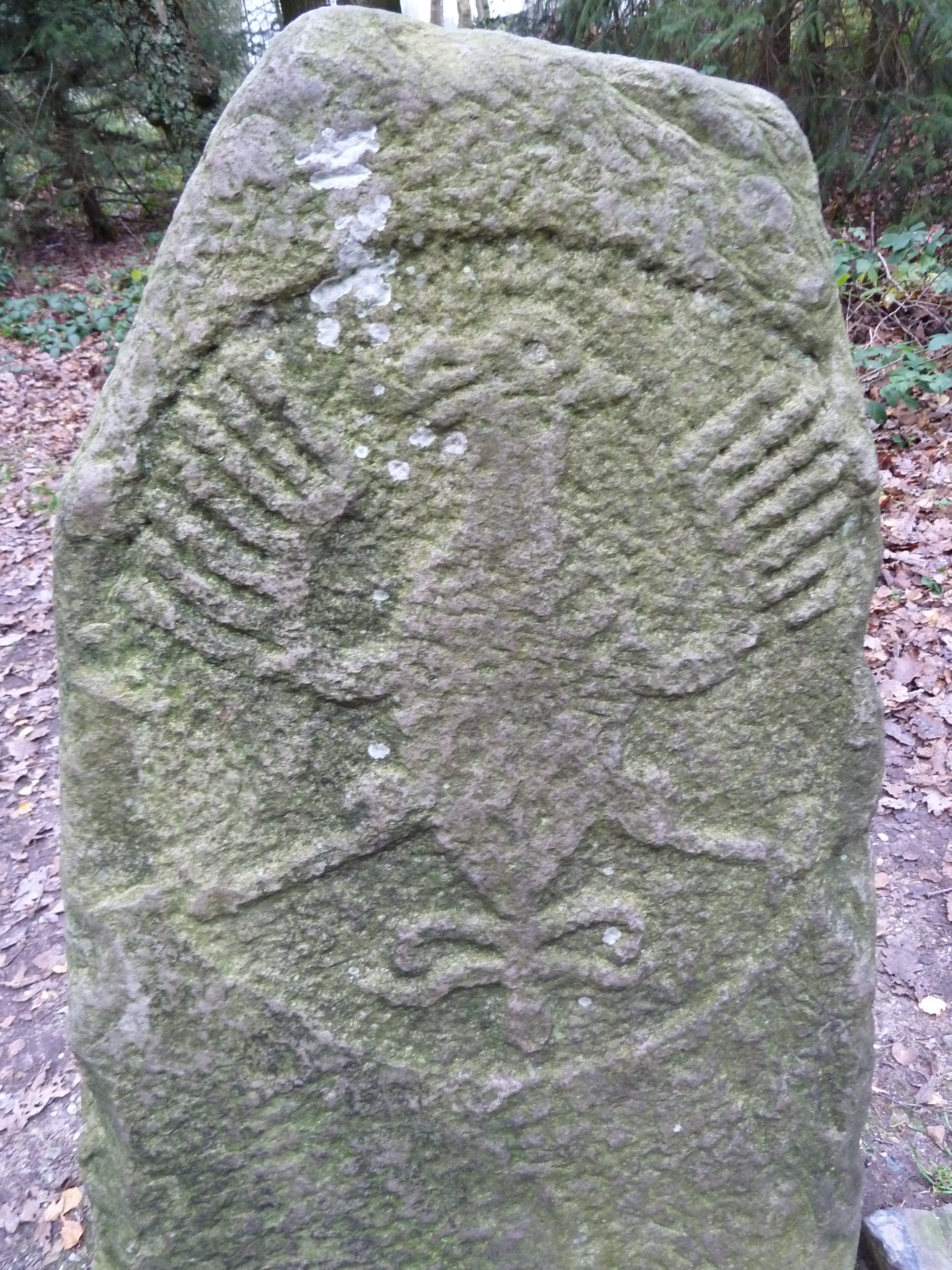
14e-eeuwse grenssteen
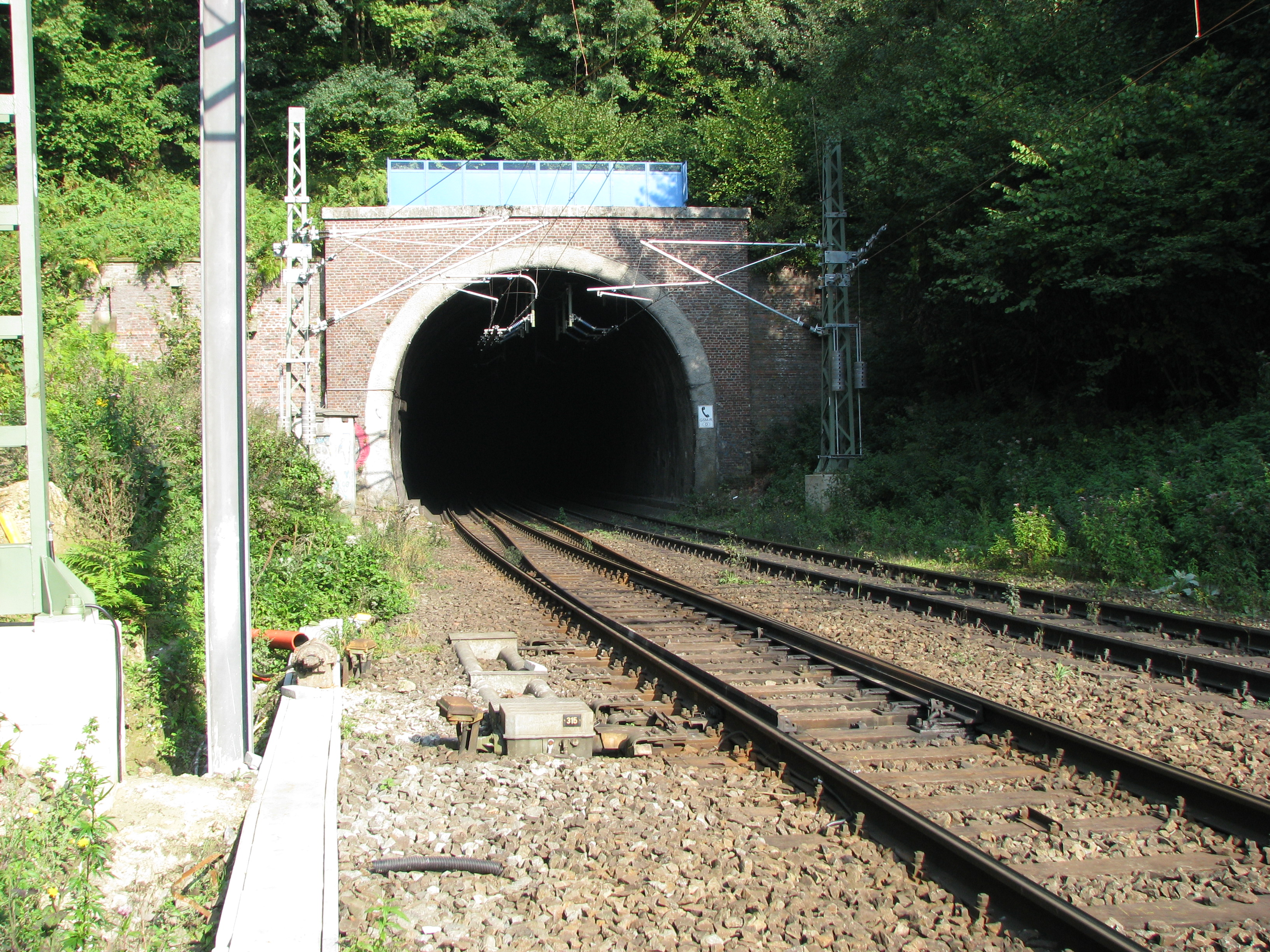
Gemmenichertunnel
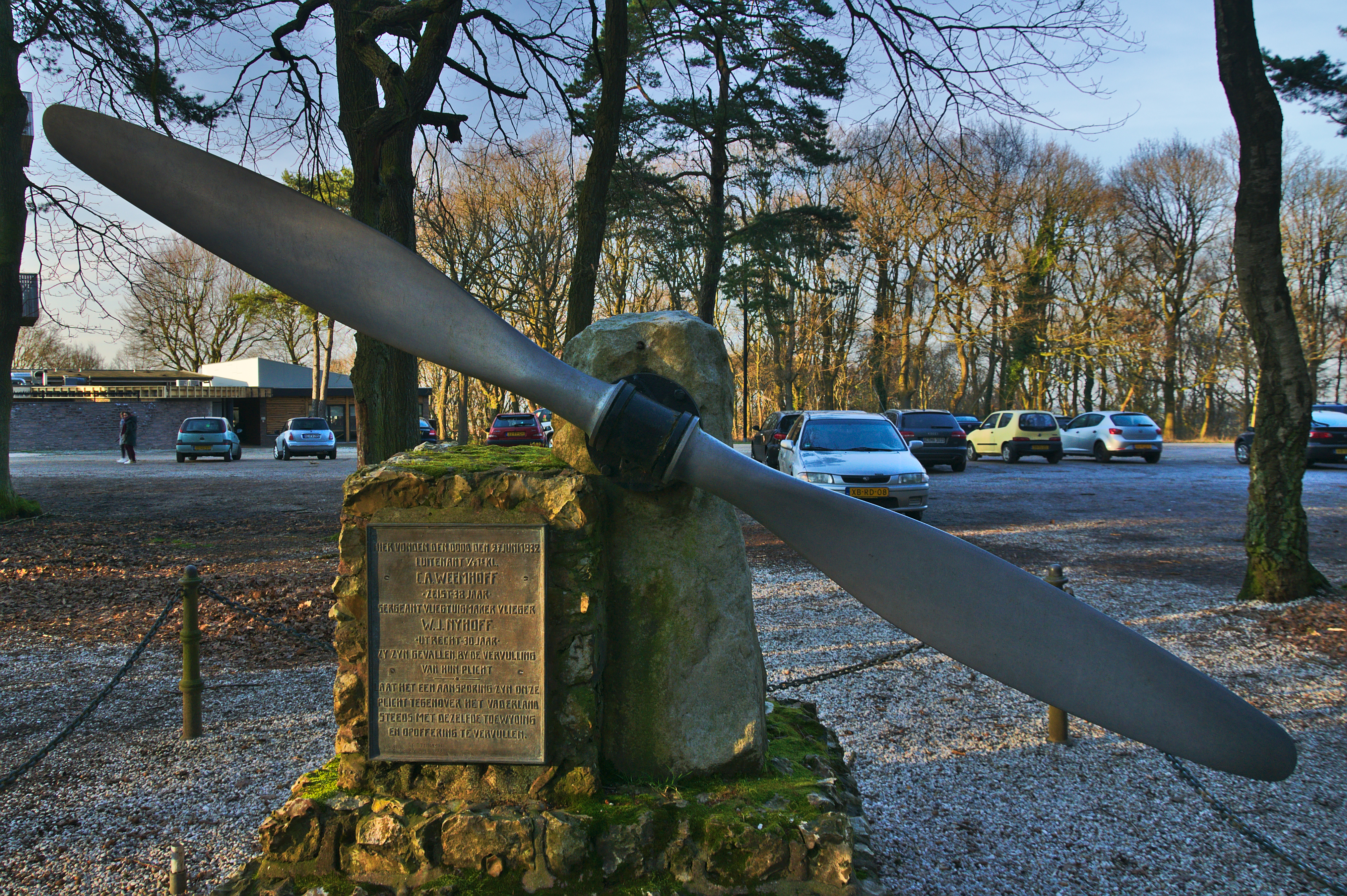
Monument neergestort vliegtuig

## Natuur en landschap
De Vaalserberg maakt deel uit van een heuvelrug die zich vanaf de Vaalserberg uitstrekt door het aangrenzende Aachener Wald. De Vaalserberg wordt ook vaak gerekend tot de Vijlenerbossen, hoewel de twee bosgebieden van elkaar worden gescheiden door de Gemmenicherweg (Rue de Vaals) tussen Vaals en Gemmenich. Aan de noordwestzijde van de Vaalserberg ligt het Bokkebosje. Ten noorden en noordwesten wordt de Vaalserberg begrensd door het Selzerbeekdal.

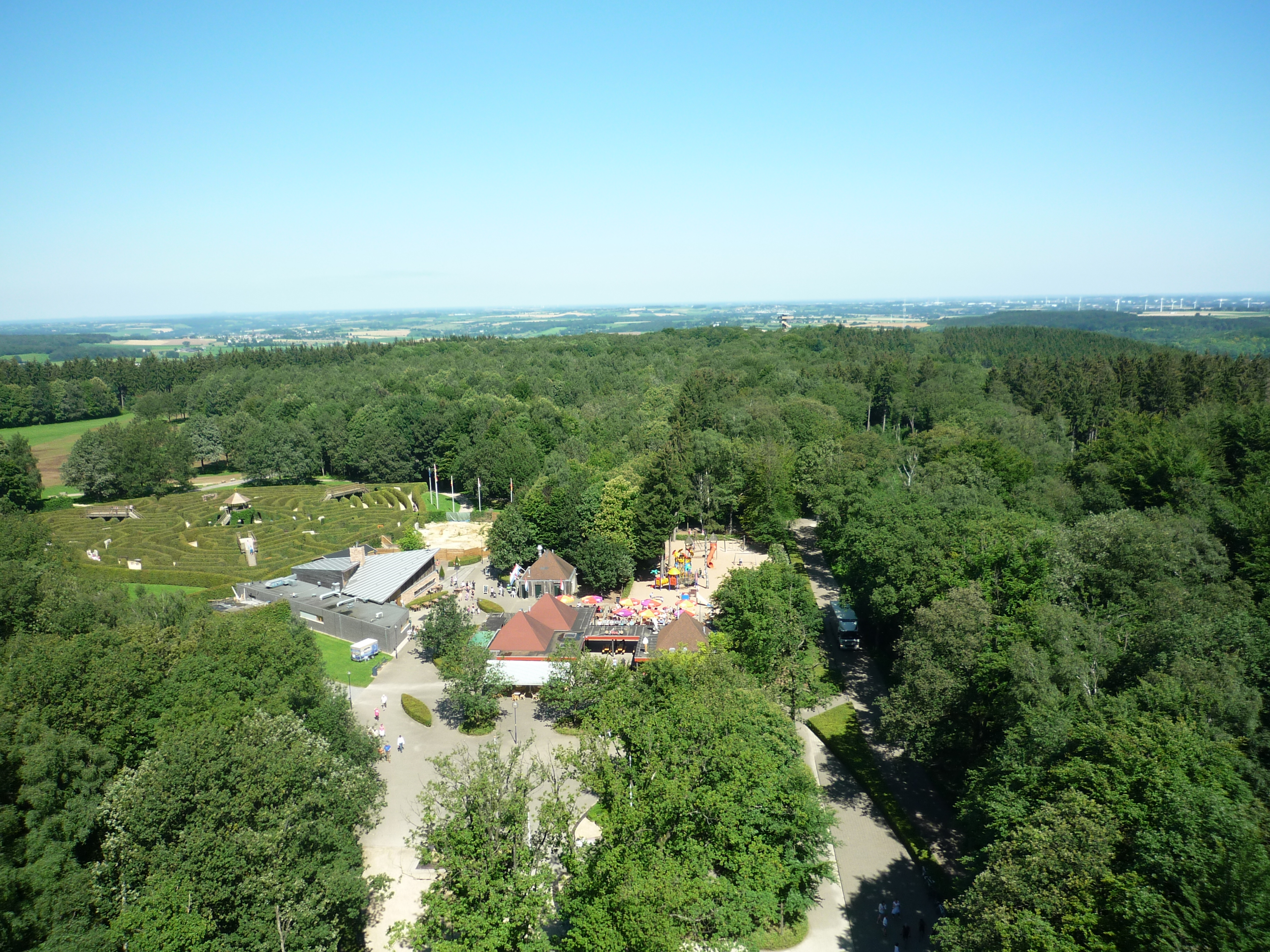
Vaalserberg en Drielandenpunt
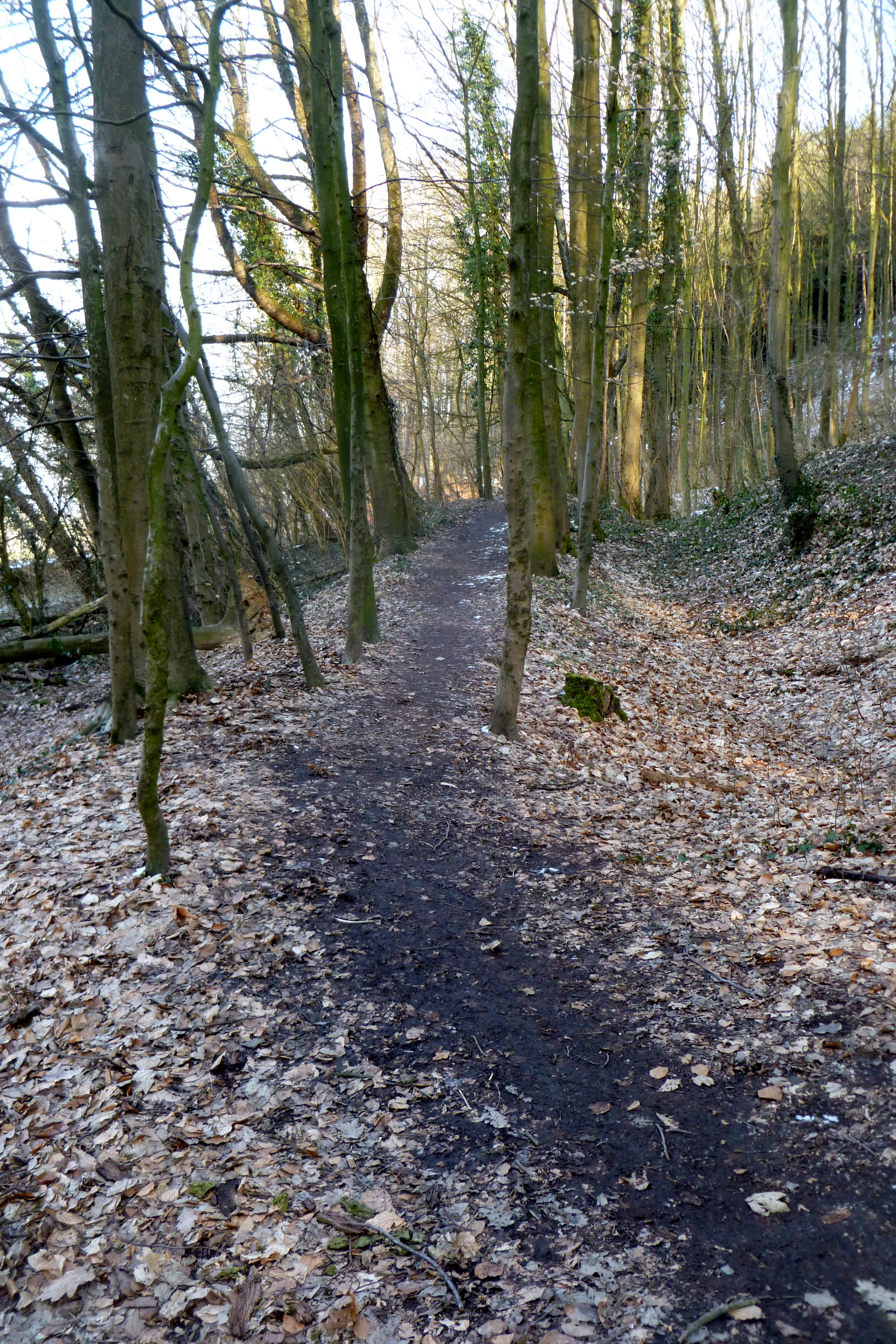
Bosweg aan de Duitse kant
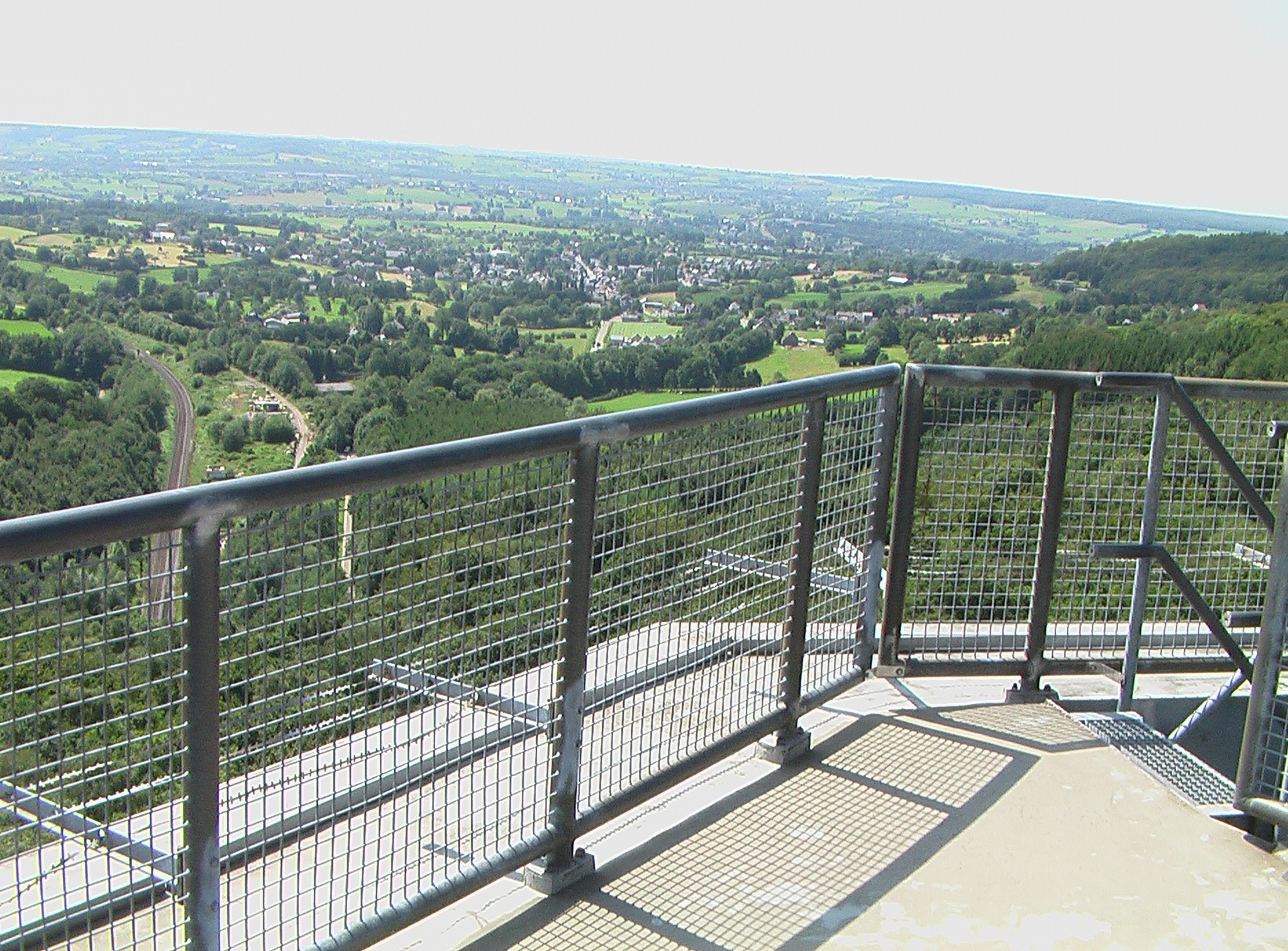
Uitzicht richting België
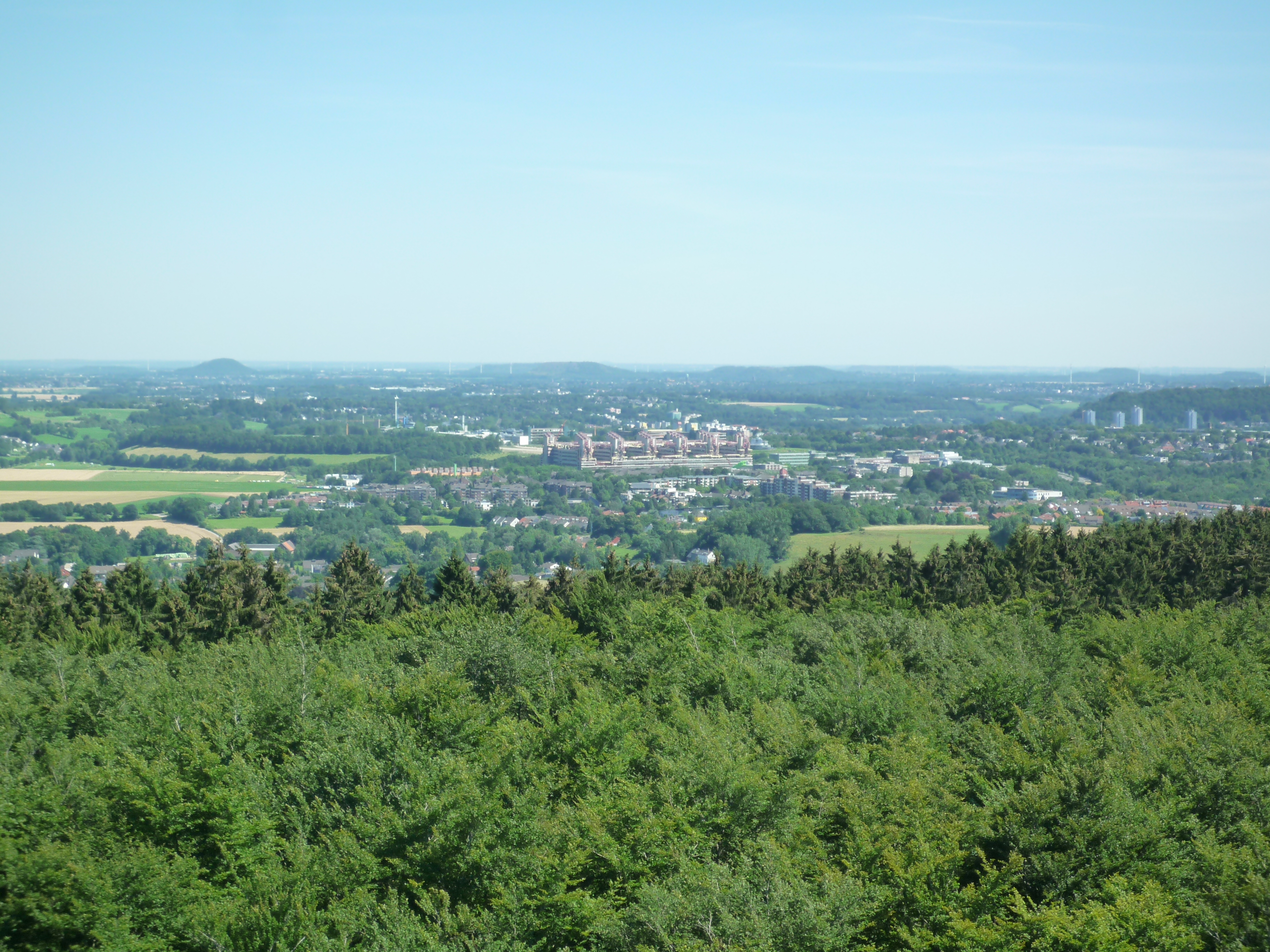
Uitzicht richting Duitsland

## Toeristische attracties

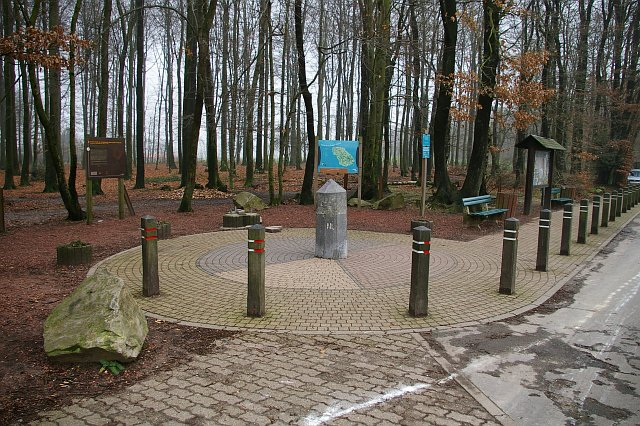
Het 'echte' drielandenpunt met grenspaal uit 1926

Ten behoeve van het toerisme verrezen in de loop der jaren nabij het Drielandenpunt twee uitzichttorens (de Wilhelminatoren en de Koning Boudewijntoren), het Labyrint Drielandenpunt, diverse horecavoorzieningen en een aantal andere toeristische voorzieningen. In de omgeving van de Vaalserberg liggen diverse hotels, campings en een Landal vakantiepark.

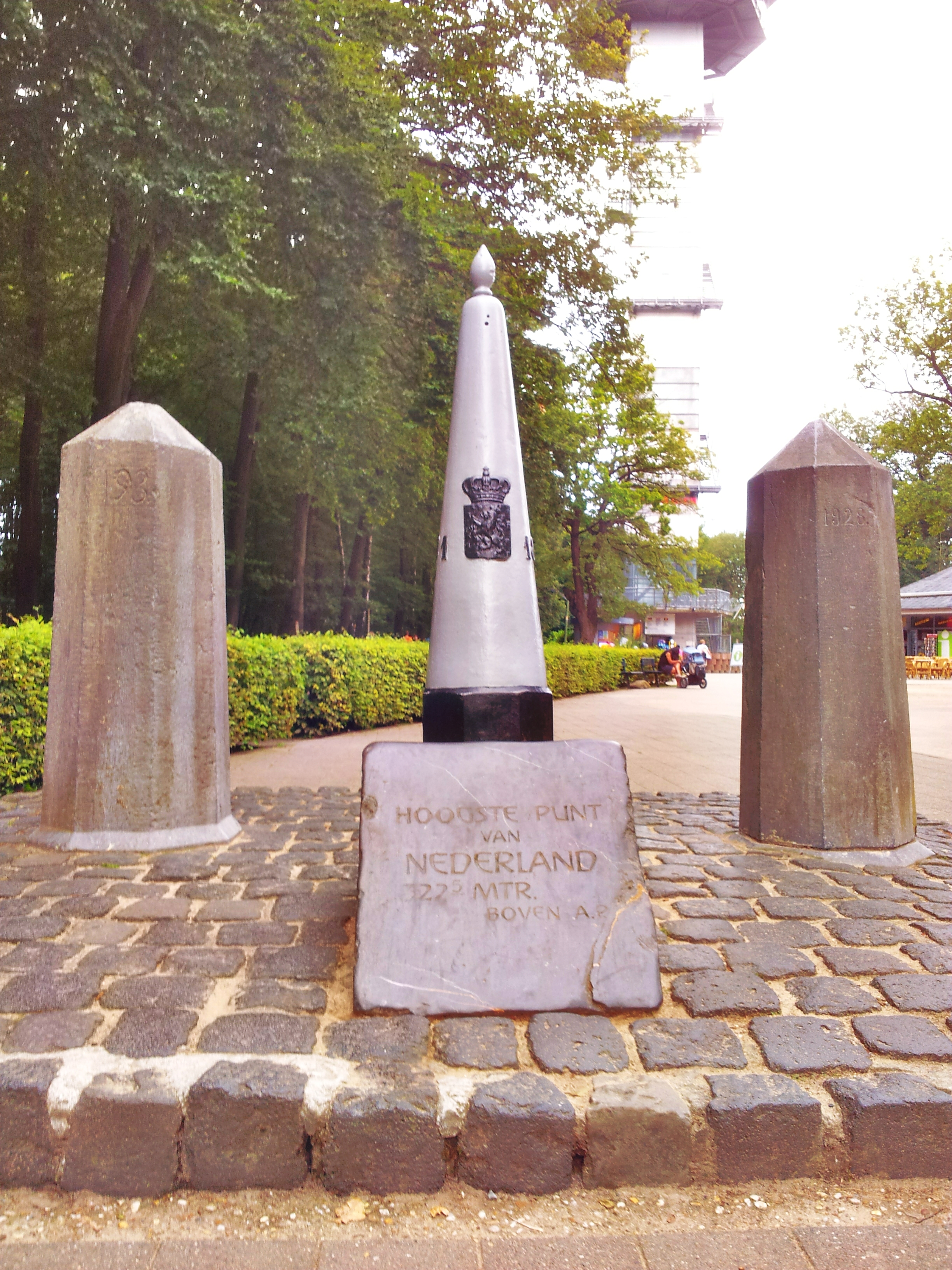
Hoogste punt van Europees Nederland
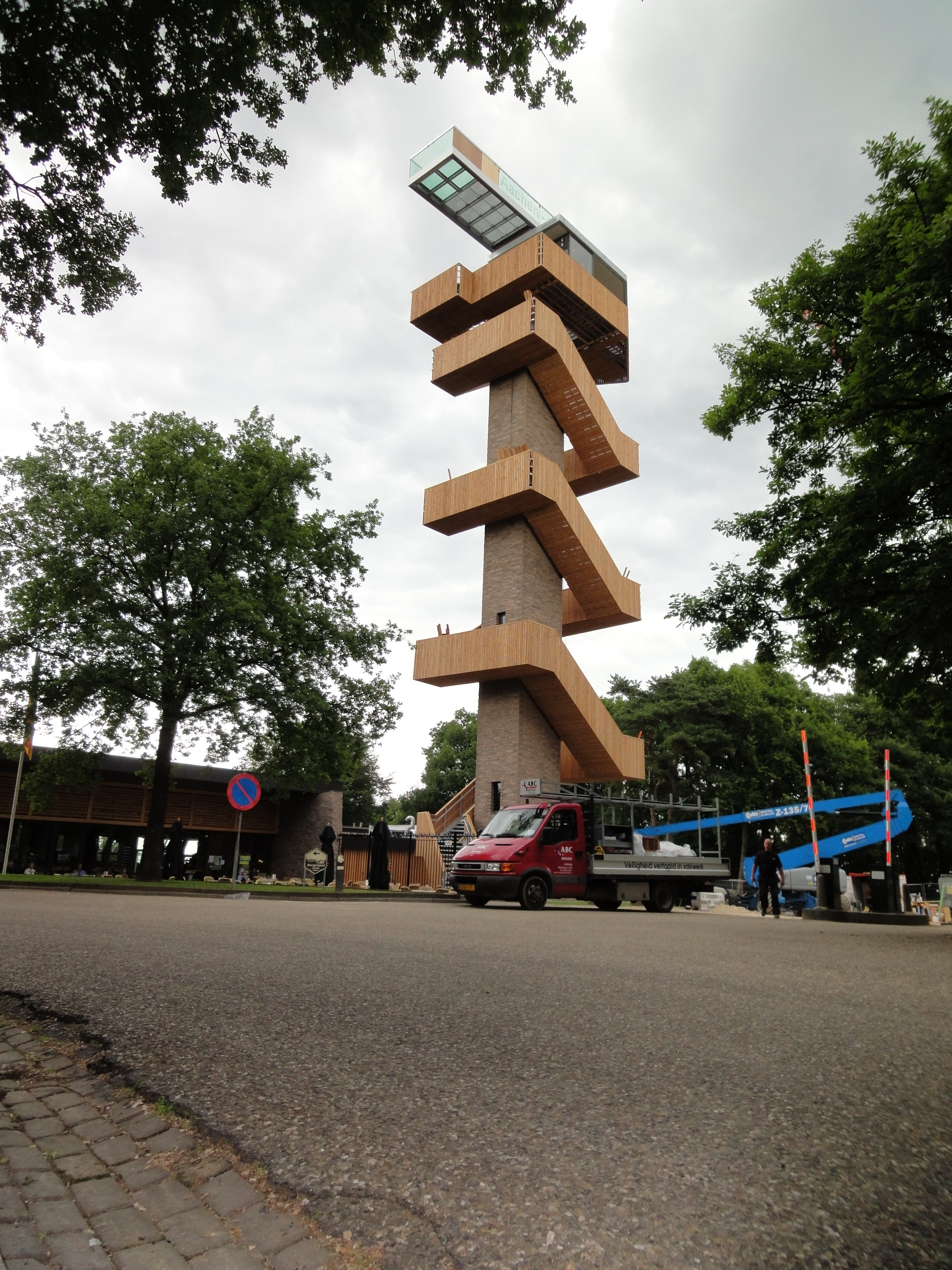
Wilhelminatoren
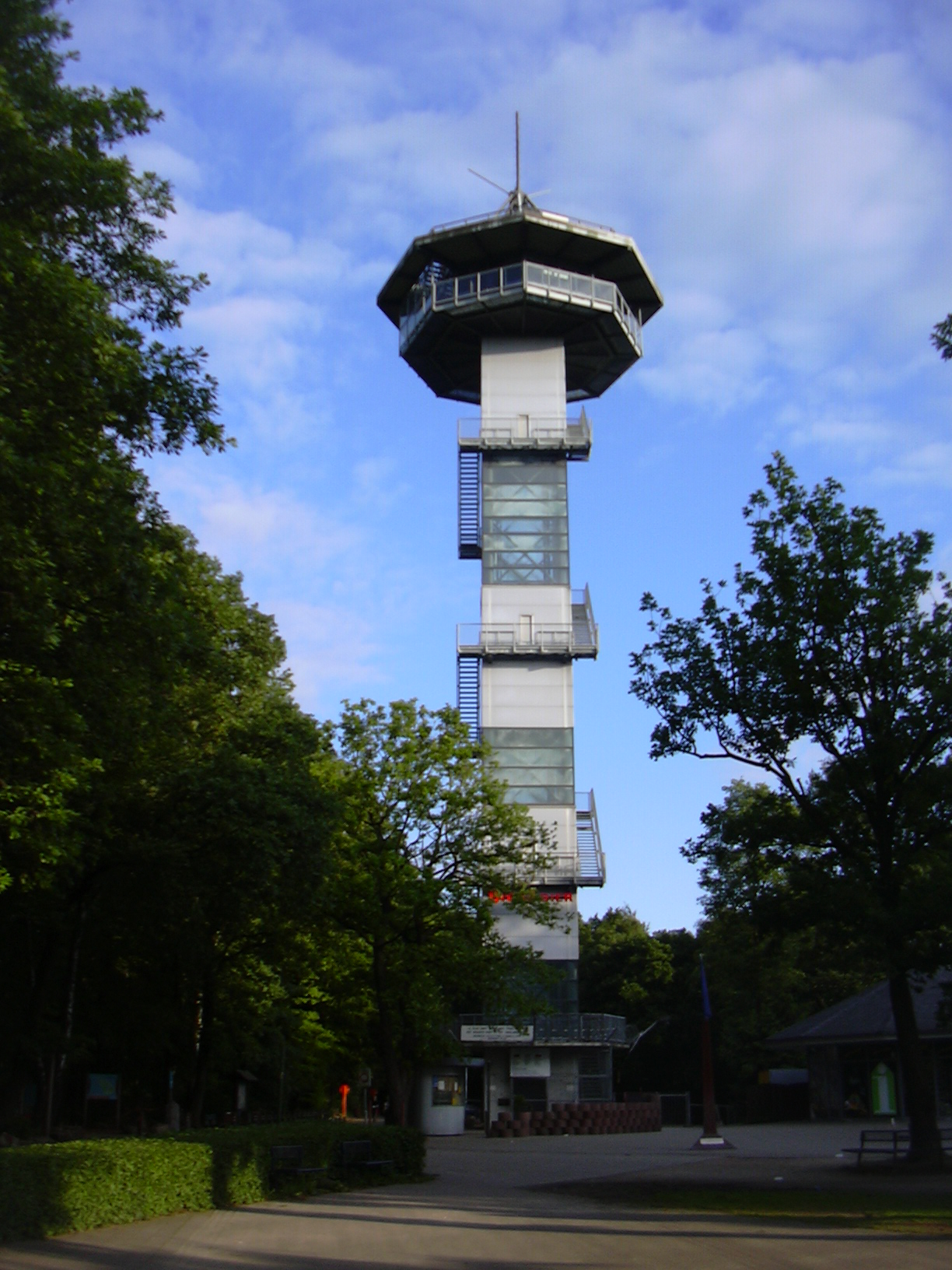
Koning Boudewijntoren
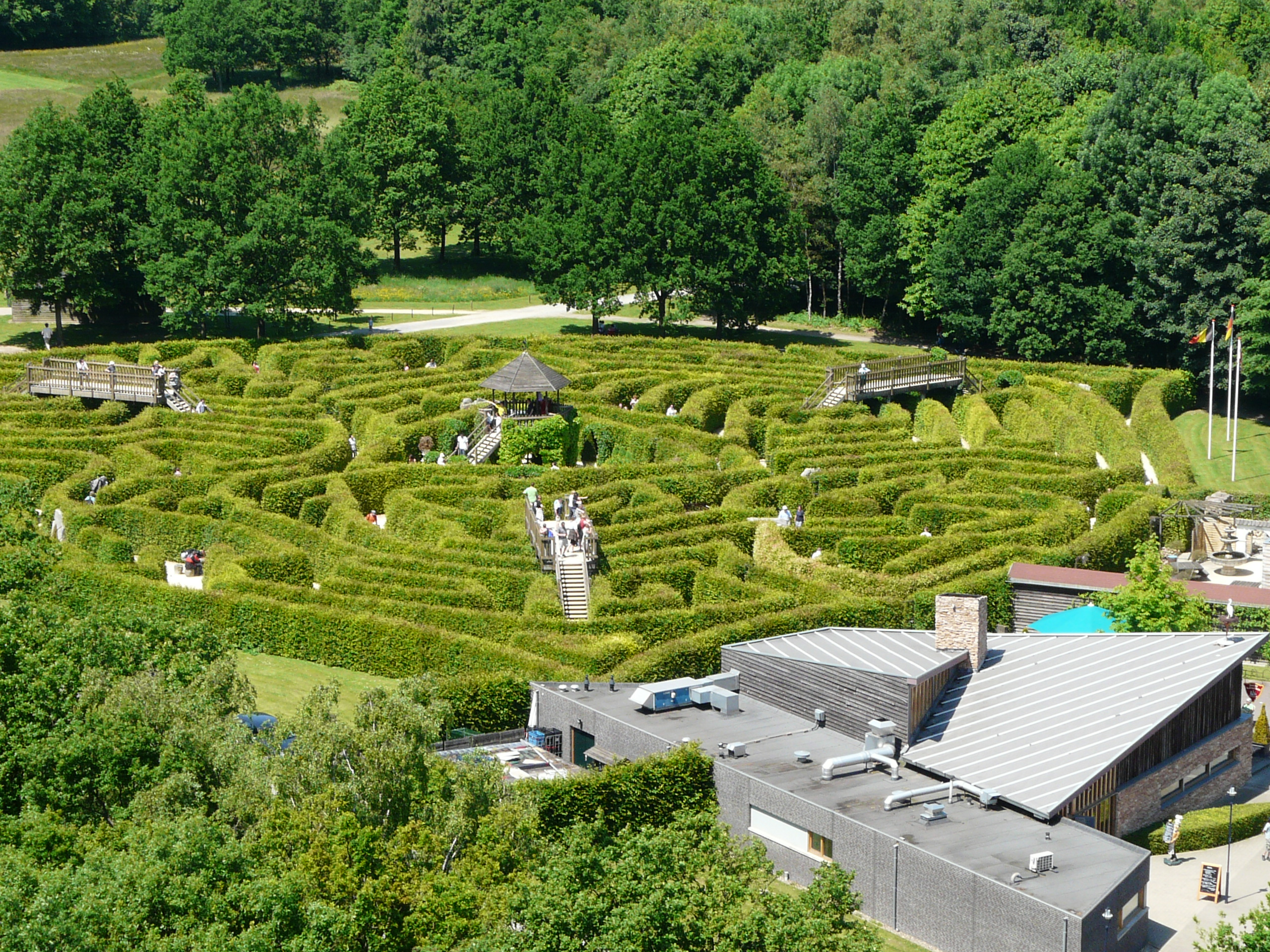
Labyrint Drielandenpunt

## Wandelen
Er lopen  verschillende gemarkeerde wandelroutes over de Vaalserberg, waaronder:
- Wandelroute GR128
- Wandelroute GR56
- Dutch Mountain Trail
- Wandelroute GRP563
- Krijtlandpad
- Venntrilogie

## Wielrennen
De Vaalserberg is meermaals opgenomen in de wielerklassieker Amstel Gold Race, waar deze wordt aangeduid als Drielandenpunt. De klim wordt, zoals al meer dan twintig jaar te doen gebruikelijk, via de Nederlandse zijde gedaan, als elfde klim na de helling Camerig, en afgedaald via de Belgische kant naar het Belgische Gemmenich waarna de Gemmenicherweg volgt. 
Ook werd bij de klassieker de beklimming vanaf de Belgische kant aangedaan in de jaren 1990. Deze kant staat bekend als Côte des Trois Bornes of Côte des Trois Frontières. Vanuit het Belgische Gemmenich volgt men dan de weg genaamd Route des Trois Bornes omhoog. Deze zijde bevat twee haarspeldbochten. En kan gerekend worden tot een van de mooiste beklimmingen van Wallonië.
Ook de Hammer Series werden op de Vaalserberg gehouden, in 2017, 2018 en 2019 via de Belgische kant. De Côte des Trois Bornes was tevens onderdeel van de vijfde en laatste etappe van de Ronde van Wallonië van 2023.
De Duitse zijde Dreiländereck is opgenomen in de recreatieve fietsroutes EV3 Pelgrimsroute en Heuvelland-Fietsroute.

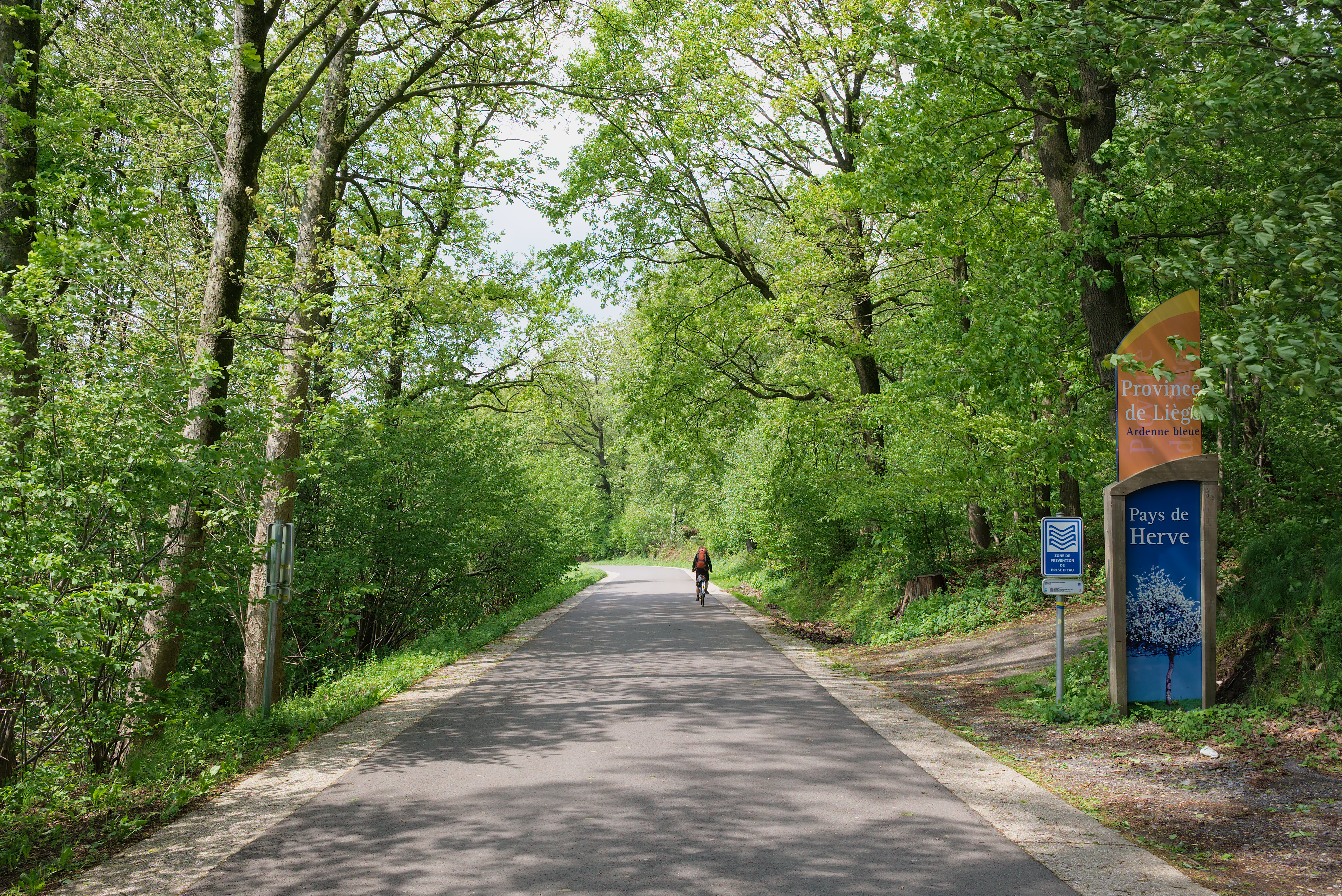
Belgische kant: Côte des Trois Bornes, iets onder de top
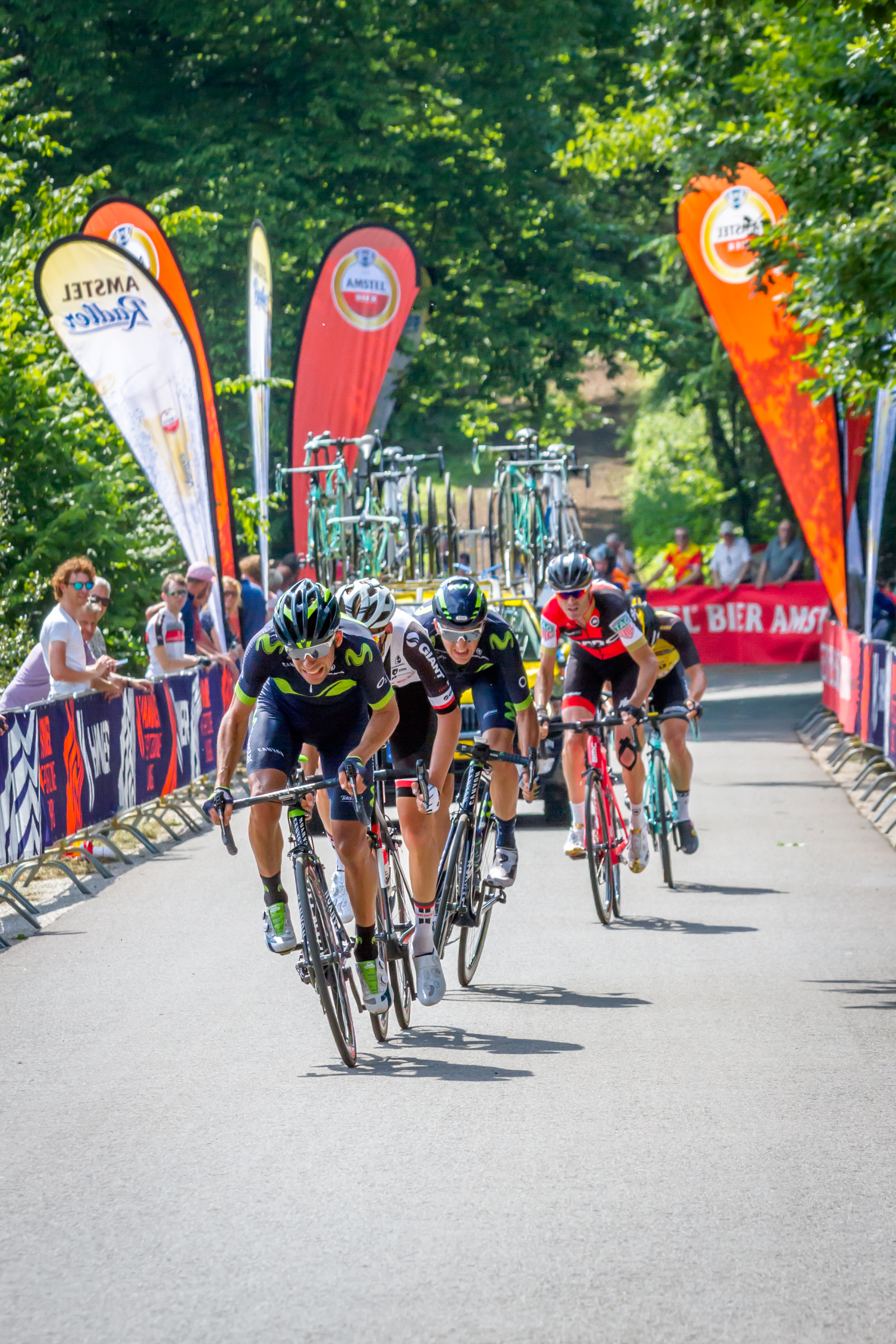
Hammer Series 2017 op de Vaalserberg